# Icelita
Icelita is een geslacht van vlinders van de familie bladrollers (Tortricidae), uit de onderfamilie Olethreutinae.

## Soorten
- I. cirrholepida Clarke, 1976
- I. hyposcopa (Lower, 1905)
- I. monela Clarke, 1976
- I. tatarana Bradley, 1957